# Viscachani
Viscachani es una localidad en las tierras altas de Bolivia. Administrativamente se ubica dentro del municipio de Patacamaya de la provincia de Aroma en el departamento de La Paz.
Se encuentra a una altitud de 3.842 m s. n. m., y el centro del pueblo se encuentra a un kilómetro al oeste de la vía principal a orillas del río Kheto, afluente del río Desaguadero, al que llega cerca del pueblo de Eucaliptus.

## Demografía
La población del pueblo ha cambiado solo ligeramente en las últimas dos décadas:
| Año  | Habitantes | fuente |
| ---- | ---------- | ------ |
| 1992 | 183        | Censo  |
| 2001 | 208        | Censo  |
| 2012 | 185        | Censo  |

Debido a la distribución poblacional históricamente creciente, la región tiene una alta proporción de población aimara, y en el municipio de Patacamaya el 83,2 por ciento de la población habla el idioma aimara.